# Hrabstwo Bates
Hrabstwo Bates (ang. Bates County) – hrabstwo w stanie Missouri w Stanach Zjednoczonych. Obszar całkowity hrabstwa obejmuje powierzchnię 851.37 mil2 (2 205 km²). Według danych z 2010 r. hrabstwo miało 17 049 mieszkańców. Hrabstwo powstało w 1833 roku siedzibą hrabstwa jest miasto Butler.

## Główne drogi
- U.S. Route 71
- Route 18
- Route 52

## Sąsiednie hrabstwa
- Hrabstwo Cass (północ)
- Hrabstwo Henry (północny wschód)
- Hrabstwo St. Clair (południowy wschód)
- Hrabstwo Vernon (południe)
- Hrabstwo Linn (zachód)
- Hrabstwo Miami (północny zachód)

## Miasta
- Adrian
- Amoret
- Amsterdam
- Butler
- Passaic
- Rich Hill
- Rockville
- Hume

## Wioski
- Foster
- Merwin